# Lubuk Seketi
Lubuk Seketi is een bestuurslaag in het regentschap Lahat van de provincie Zuid-Sumatra, Indonesië. Lubuk Seketi telt 504 inwoners (volkstelling 2010).